# 福岡連隊差別事件
福岡連隊差別事件（ふくおかれんたいさべつじけん）は、1926年に起こった、旧日本陸軍・福岡歩兵第24連隊(通称福岡連隊)における差別事件。

## 事件の流れ
水平社幹部だった井元麟之が入隊後、被差別部落出身の同僚から差別の報告を受け、軍当局に抗議。軍側は一度は講演会開催を約束するも、これを中止。同時期に、軍は宿泊予定地に入っていた部落への入営を拒否。これによって水平社と軍は決裂。軍は水平社が連隊の爆破、襲撃を画策しているとの事件を警察と協力して捏造。これに抗議して、岐阜連隊入営中の北原泰作が1927年に天皇閲兵の際に直訴。これらの事件の結果、陸軍は融和読本を編集して将兵に勉学させる事とした。